# Fiskå (Vanylven)
Fiskå (eller Fiskåbygd) er administrationsby i Vanylven kommune i  Møre og Romsdal fylke i Norge. Byen har  509(2019), og ligger på nordsiden af Syltefjorden, øst for Stadlandet, ved fylkesvej 61. I 1700-tallet lå Fiskå jernverk i byen.